# Parkers Settlement (Indiana)
Parkers Settlement es un lugar designado por el censo ubicado en el condado de Posey en el estado estadounidense de Indiana. En el Censo de 2010 tenía una población de 711 habitantes y una densidad poblacional de 156,69 personas por km².

## Geografía
Parkers Settlement se encuentra ubicado en las coordenadas 38°2′39″N 87°42′53″O / 38.04417, -87.71472. Según la Oficina del Censo de los Estados Unidos, Parkers Settlement tiene una superficie total de 4.54 km², de la cual 4.54 km² corresponden a tierra firme y (0%) 0 km² es agua.

## Demografía
Según el censo de 2010, había 711 personas residiendo en Parkers Settlement. La densidad de población era de 156,69 hab./km². De los 711 habitantes, Parkers Settlement estaba compuesto por el 98.59% blancos, el 0.42% eran afroamericanos, el 0% eran amerindios, el 0.84% eran asiáticos, el 0% eran isleños del Pacífico, el 0% eran de otras razas y el 0.14% pertenecían a dos o más razas. Del total de la población el 0.28% eran hispanos o latinos de cualquier raza.